# Disznószarvas
A disznószarvas (Hyelaphus porcinus) az emlősök (Mammalia) osztályának párosujjú patások (Artiodactyla) rendjébe, ezen belül a szarvasfélék (Cervidae) családjába és a szarvasformák (Cervinae) alcsaládjába tartozó faj.

## Előfordulása
Pakisztán, India, Nepál, Banglades, Bhután és Kambodzsa területén honos.
Az indiai alfaj korábban előfordult Mianmar területén és Kína déli részén is, de ott élő populációinak léte kétséges. Thaiföldről már kihalt, de újra betelepítették.
Srí Lanka szigetén nem volt őshonos faj, oda csak betelepítették. Betelepített egyedek élnek Ausztrália és az amerikai Maryland területén is.

## Alfajai
- indiai disznószarvas (Hyelaphus porcinus porcinus) (Zimmermann, 1780) - Pakisztántól egészen Kína déli területéig

Az indokínai disznószarvast (Hyelaphus annamiticus) (Heude, 1888) korábban eme szarvasfaj alfajának vélték Hyelaphus porcinus annamiticus név alatt, azonban a kutatások bebizonyították, hogy egy önálló fajról van szó. De ezzel az új átrendezéssel nem minden biológus ért egyet.

## Megjelenése
120–130 centiméter hosszú, ebből körülbelül 20 centiméter a farokra esik; marmagassága 65–70 centiméter és az egész család legesetlenebb tagjai közé tartozik; igen nehézkes fellépésű, zömök testű, rövid lábú, rövid nyakú és rövid fejű. A színezete különféleképpen változik; általában szép kávébarna; ez a bikánál sötétbarnára sötétülhet, a nősténynél pedig cserszínűvé világosodhat. Sötétebb színű, majdnem fekete a hátán levő sáv, az orra mögött levő szalag, amely azt övezi, és mögötte a másik patkó alakú szalag a szemek között és a homlok közepén levő hosszanti sáv; szürkés, olyan sötét hamuszínű a törzs és a lábak alsó része; világosabb, vagyis fakószürke a fej és nyak oldala, a torok és a fül; végül fehér az állának hegye, a fark alsó fele és a hegye, éppúgy a keskeny és a farkával fedett tükre. Nyáron a felső része halványabb, többé-kevésbé foltos. A halványbarna vagy fehér foltok gyakran csak egy vagy két sorban a sötét hátsáv mentében helyeződnek el. Az agancsa gyenge és elég hosszú rózsatőn áll s 35–45 centiméter hosszúságot is elér; az eddig ismert leghosszabb 57 centiméter. Alakja tájak szerint változatos, így líra alakú, vagy majdnem párhuzamos lefutású, vagy messze szétálló.

## Életmódja
Magányosan, némelykor kettes-hármas csoportban él. Nappal rejtőzködik, éjszaka táplálkozik. Felriasztva, hosszan kinyújtott nyakkal, előreálló orral, függőlegesen tartott, majd újra leeresztett farokkal figyel. A nyakát és a fejét folytonosan fel és le bólintgatva mozgatja; azután fejét mélyen lehajtja és sajátságosan, meglehetősen gyámoltalanul futásnak ered, éppen erről kapta a nevét. A bika rendszerint áprilisban veti el az agancsát és szeptember végén vagy októberben párzik. A disznószarvas a bengáli tigris és az indiai leopárd zsákmányállata.